# Dicentria claricostata
Dicentria claricostata är en fjärilsart som beskrevs av Paul Dognin 1911. Dicentria claricostata ingår i släktet Dicentria och familjen tandspinnare. Inga underarter finns listade i Catalogue of Life.